# 헬 라이드
헬 라이드(Hell Ride)는 미국에서 제작된 래리 비솝 감독의 2008년 액션, 드라마, 스릴러 영화이다. 래리 비솝 등이 주연으로 출연하였고 쉐너 스타인 등이 제작에 참여하였다.

## 출연

### 주연
- 래리 비솝
- 데니스 호퍼
- 마이클 매드슨
- 비니 존스
- 에릭 벌포

### 조연
- 케빈 J. 호웰
- 마이클 비치
- 카산드라 헵번
- 레오노어 바레라
- 로라 카요우엣
- 줄리아 존스
- 프란체스코 퀸
- 앨리슨 매커티
- 데이빗 그리코
- 보니 아론스
- 데이빗 캐러딘
- 매리 카스트로
- 크리스토스
- 딘 델레이
- 테리 프래뎃
- 엠버 헤이
- 쉐너 올슨
- 트레이시 필립스
- 빈센트 리베라
- 다이아나 테라노바
- 나타샤 이

## 제작진
- 공동제작: 토드 킹
- 라인프로듀서: 브리짓 뮤엘러
- 협력프로듀서: 로라 카요우엣
- 미술: 팀 그림스
- 세트: 제이드 힐리
- 의상: 아리엘라 왈드-코헤인
- 시각효과부문: 대니 김
- 배역: 조한나 레이
- 배역: 제니 주에